# Hans Karlsson (ur. 1948)
Hans Tore Ingvar Karlsson (ur. 18 lipca 1948) – szwedzki polityk, działacz związkowy i samorządowiec, poseł do Riksdagu, deputowany do Parlamentu Europejskiego.

## Życiorys
Przez wiele lat pracował w leśnictwie m.in. jako drwal. Był też rzecznikiem zrzeszenia pracowników leśnictwa. W latach 1991–2000 zasiadał w szwedzkim Riksdagu, reprezentując Szwedzką Socjaldemokratyczną Partię Robotniczą.
W sierpniu 2000 objął wakujący mandat posła do Parlamentu Europejskiego z ramienia socjaldemokratów, z którego zrezygnował Pierre Schori. Była członkiem grupy socjalistycznej, pracował w Komisji Przemysłu, Handlu Zewnętrznego, Badań Naukowych i Energii oraz w Komisji Praw Kobiet i Równouprawnienia. W PE zasiadał do lipca 2004. Do 2008 pracował w organizacji związkowej Landsorganisationen i Sverige w Sztokholmie. W 2006 i 2010 wybierany na przewodniczącego rady miejskiej w Hallsbergu.